# Eugerdella distincta
Eugerdella distincta är en kräftdjursart som först beskrevs av Yakov Avadievich Birstein 1963.  Eugerdella distincta ingår i släktet Eugerdella och familjen Desmosomatidae. Inga underarter finns listade i Catalogue of Life.